# John McPherson (football, 1868)
Ne doit pas être confondu avec John McPherson (football, 1855).
Pour les articles homonymes, voir McPherson.
John McPherson est un footballeur international écossais, né le 19 juin 1868, à Kilmarnock, East Ayrshire et décédé le 31 juillet 1926 . Évoluant au poste d'avant-centre, il est particulièrement connu pour ses saisons aux Rangers. Il fait partie du Rangers FC Hall of Fame.
Il compte 9 sélections pour 6 buts inscrits en équipe d'Écosse.

## Biographie

### Carrière en club
Natif de Kilmarnock, il joue d'abord pour le club local avant de signer à Cowlairs en 1888 puis aux Rangers en 1890. Jouant principalement avant-centre, il lui est arrivé d'occuper tous les autres postes, y compris gardien de but.
Avec les Rangers, il joua et remporta la première saison du Championnat d'Écosse, pendant laquelle il inscrit 15 buts. 
Le 23 août 1890, lors d'une victoire 6-2 contre Cambuslang, il inscrit 4 buts (ce qui constitue le premier coup du chapeau (et a fortiori le premier quadruplé) du championnat d'Écosse). Le 4 octobre 1890, lors d'une victoire 8-2 contre Saint Mirren, il inscrit 5 buts.
Après cette première saison pleine de succès, il dut attendre la saison 1898-99 pour remporter un nouveau titre de champion, obtenu après une saison parfaite (18 victoires en 18 matches). Il remporta les 3 championnats suivants avant de prendre sa retraite à la fin de la saison 1901-02. Il aura aussi remporté 3 Coupes d'Écosse durant son passage aux Rangers.
Il joua avec les Rangers un total de 324 matches pour 173 buts inscrits (dont 176 matches de championnat pour 98 buts).
Machiniste de formation, il poursuivit sa collaboration avec les Rangers après sa retraite sportive, travaillant dans l'équipe dirigeante de 1907 jusqu'à sa mort en 1926.
Son frère, David Murray McPherson, fut aussi footballeur sélectionné en équipe d'Écosse.

### Carrière internationale
John McPherson reçoit 9 sélections en faveur de l'équipe d'Écosse. Il joue son premier match le 10 mars 1888, pour une victoire 5-1, à l'Easter Road d'Édimbourg, contre le Pays de Galles en British Home Championship. Il reçoit sa dernière sélection le 27 mars 1897, pour une victoire 5-1, à l'Ibrox Park de Glasgow, contre l'Irlande en British Home Championship. Il inscrit 6 buts lors de ses 9 sélections, dont deux doublés.
Il participe avec l'Écosse aux British Home Championships de 1888, 1889, 1890, 1892, 1894, 1895 et 1897.

#### Buts internationaux
| no | Date         | Lieu                          | Adversaire     | Évolution | Score final | Compétition               |
| -- | ------------ | ----------------------------- | -------------- | --------- | ----------- | ------------------------- |
| 1  | 29 mars 1890 | Ballynafeigh (en), Belfast    | Irlande        | 3-1       | 4-1         | British Home Championship |
| 2  | 5 avril 1890 | Hampden Park, Glasgow         | Angleterre     | 1-1       | 1-1         | British Home Championship |
| 3  | 26 mars 1892 | Tynecastle Stadium, Édimbourg | Pays de Galles | 3-0       | 6-1         | British Home Championship |
| 4  | 26 mars 1892 | Tynecastle Stadium, Édimbourg | Pays de Galles | 4-0       | 6-1         | British Home Championship |
| 5  | 27 mars 1897 | Ibrox Park, Glasgow           | Irlande        | 1-0       | 5-1         | British Home Championship |
| 6  | 27 mars 1897 | Ibrox Park, Glasgow           | Irlande        | 5-1       | 5-1         | British Home Championship |

## Palmarès

### Comme joueur
- Cowlairs :
  - Vainqueur de la North Eastern Cup en 1889

- Rangers :
  - Champion d'Écosse en 1890-91, 1898-99, 1899-00, 1900-01 et 1901-02
  - Vainqueur de la Coupe d'Écosse en 1894, 1897 et 1898
  - Vainqueur de la Glasgow Cup en 1893, 1894, 1897, 1898, 1900 et 1901
  - Vainqueur de la Glasgow Merchants Charity Cup en 1897, 1898 et 1900
  - Vainqueur de la Glasgow Football League en 1896